# Sallachy
Sallachy (Schots-Gaelisch: Saileachaidh) is een dorp op de noordelijke oever van Loch Long in de Schotse lieutenancy Ross and Cromarty in het raadsgebied Highland.